# Thyone cognata
Thyone cognata är en sjögurkeart som först beskrevs av Lampert 1885.  Thyone cognata ingår i släktet Thyone och familjen korvsjögurkor. Inga underarter finns listade i Catalogue of Life.